# Campionati del mondo di triathlon del 1990
I Campionati del mondo di triathlon del 1990 (II edizione) si sono tenuti ad Orlando, Stati Uniti d'America in data 15 settembre 1990.
Tra gli uomini ha vinto l'australiano Greg Welch, mentre la gara femminile è andata alla statunitense Karen Smyers.
La gara junior ha visto trionfare lo svizzero Thomas Leutenegger e la tedesca Sonja Krolik.

## Risultati

### Élite uomini
| Pos. | Nome                            | Paese         | Nuoto    | Bici     | Corsa    | Totale   |
| ---- | ------------------------------- | ------------- | -------- | -------- | -------- | -------- |
|      | Greg Welch                      | Australia     | 00:20:21 | 00:56:19 | 00:32:39 | 01:51:36 |
|      | Brad Beven                      | Australia     | 00:18:56 | 00:57:36 | 00:33:54 | 01:52:40 |
|      | Stephen Foster                  | Australia     | 00:20:18 | 00:56:17 | 00:33:43 | 01:52:46 |
| 4    | Luc Van Lierde                  | Belgio        | 00:20:26 | 00:56:17 | 00:33:57 | 01:53:01 |
| 5    | Rob Barel                       | Paesi Bassi   | 00:20:25 | 00:56:19 | 00:34:15 | 01:53:11 |
| 6    | Rob Mackle                      | Stati Uniti   | 00:18:53 | 00:55:34 | 00:36:55 | 01:53:37 |
| 7    | Simon Lessing                   | Regno Unito   | 00:19:28 | 00:56:55 | 00:34:36 | 01:53:49 |
| 8    | Danilo Palmucci                 | Italia        | 00:20:57 | 00:55:48 | 00:34:43 | 01:53:52 |
| 9    | Nick Taylor                     | Canada        | 00:20:57 | 00:55:57 | 00:34:52 | 01:53:56 |
| 10   | Rick Wells                      | Nuova Zelanda | 00:18:52 | 00:57:54 | 00:35:20 | 01:54:20 |
| 11   | Mike Pigg                       | Stati Uniti   | 00:00:00 | 00:00:00 | 00:00:00 | 01:54:23 |
| 12   | Cristian Bustos Rodriguez       | Cile          | 00:00:00 | 00:00:00 | 00:00:00 | 01:54:25 |
| 13   | Carlos Santamaria Medel         | Spagna        | 00:21:04 | 00:56:55 | 00:33:42 | 01:54:35 |
| 14   | Simon Cassidy                   | Canada        | 00:00:00 | 00:00:00 | 00:00:00 | 01:54:41 |
| 15   | Philippe Methion                | Francia       | 00:21:04 | 00:55:09 | 00:36:08 | 01:54:43 |
| 16   | Patrick Girard                  | Francia       | 00:22:28 | 00:55:51 | 00:34:08 | 01:54:57 |
| 17   | Vincent Jay                     | Francia       | 00:20:16 | 00:56:19 | 00:36:07 | 01:55:12 |
| 18   | Eduardo Burguete                | Spagna        | 00:20:07 | 00:58:13 | 00:34:20 | 01:55:18 |
| 19   | Andreas Claus                   | Germania      | 00:20:29 | 00:55:59 | 00:36:13 | 01:55:35 |
| 20   | Pim Van Den Bos                 | Paesi Bassi   | 00:22:44 | 00:55:44 | 00:34:54 | 01:55:35 |
| 21   | Jos Everts                      | Paesi Bassi   | 00:21:06 | 00:57:20 | 00:34:56 | 01:55:48 |
| 22   | Bernardo Zetina                 | Messico       | 00:00:00 | 00:00:00 | 00:00:00 | 01:56:14 |
| 23   | Mark Bates                      | Canada        | 00:00:00 | 00:00:00 | 00:00:00 | 01:56:16 |
| 24   | Karel Blondeel                  | Belgio        | 00:20:59 | 00:56:30 | 00:37:23 | 01:56:31 |
| 25   | Erwin De Bruijn                 | Paesi Bassi   | 00:20:06 | 00:56:31 | 00:37:30 | 01:56:45 |
| 26   | Ricardo Probert Maldonado       | Messico       | 00:00:00 | 00:00:00 | 00:00:00 | 01:56:49 |
| 27   | Bruce Baxter                    | Nuova Zelanda | 00:00:00 | 00:00:00 | 00:00:00 | 01:56:53 |
| 28   | Leandro Macedo                  | Brasile       | 00:00:00 | 00:00:00 | 00:00:00 | 01:56:56 |
| 29   | Andrey Makushin                 | Russia        | 00:00:00 | 00:00:00 | 00:00:00 | 01:57:09 |
| 30   | Maurizio De Benedetti           | Italia        | 00:20:33 | 00:56:00 | 00:38:00 | 01:57:14 |
| 31   | Eamon Mcconvey                  | Irlanda       | 00:00:00 | 00:00:00 | 00:00:00 | 01:57:15 |
| 32   | John Hellemans                  | Nuova Zelanda | 00:00:00 | 00:00:00 | 00:00:00 | 01:57:17 |
| 33   | Adolft Hanel                    | Austria       | 00:00:00 | 00:00:00 | 00:00:00 | 01:57:41 |
| 34   | Mathew Brabam                   | Australia     | 00:00:00 | 00:00:00 | 00:00:00 | 01:57:45 |
| 35   | Rainer Müller-Hörner            | Germania      | 00:00:00 | 00:00:00 | 00:00:00 | 01:58:04 |
| 36   | Paulo Armando Barcellos Saraiva | Brasile       | 00:00:00 | 00:00:00 | 00:00:00 | 01:58:10 |
| 37   | Ian Rayson                      | Hong Kong     | 00:00:00 | 00:00:00 | 00:00:00 | 01:58:13 |
| 38   | Pietro Giogetti                 | Italia        | 00:00:00 | 00:00:00 | 00:00:00 | 01:58:21 |
| 39   | Albert Rikosijev                | Russia        | 00:00:00 | 00:00:00 | 00:00:00 | 01:58:30 |
| 40   | Shane Johnson                   | Australia     | 00:00:00 | 00:00:00 | 00:00:00 | 01:58:35 |
| 41   | Yves Lossouarn                  | Francia       | 00:00:00 | 00:00:00 | 00:00:00 | 01:58:45 |
| 42   | Mike Stirling                   | Canada        | 00:00:00 | 00:00:00 | 00:00:00 | 01:58:45 |
| 43   | Jackson Foster                  | Nuova Zelanda | 00:00:00 | 00:00:00 | 00:00:00 | 01:58:48 |
| 44   | Wolfgang Kattnig                | Austria       | 00:00:00 | 00:00:00 | 00:00:00 | 01:59:05 |
| 45   | Jan Van Der Marel               | Paesi Bassi   | 00:00:00 | 00:00:00 | 00:00:00 | 01:59:07 |
| 46   | Jimmy Riccitello                | Stati Uniti   | 00:00:00 | 00:00:00 | 00:00:00 | 01:59:11 |
| 47   | Oliver Graf                     | Germania      | 00:00:00 | 00:00:00 | 00:00:00 | 01:59:31 |
| 48   | Alexander Nikulshim             | Russia        | 00:00:00 | 00:00:00 | 00:00:00 | 01:59:39 |
| 49   | Rick Kiddle                     | Regno Unito   | 00:00:00 | 00:00:00 | 00:00:00 | 01:59:42 |
| 50   | Carlos Probert Maldonado        | Messico       | 00:00:00 | 00:00:00 | 00:00:00 | 01:59:42 |
| 51   | Cesar De La Vega                | Messico       | 00:00:00 | 00:00:00 | 00:00:00 | 01:59:44 |
| 52   | Hideo Nakagome                  | Giappone      | 00:00:00 | 00:00:00 | 00:00:00 | 01:59:45 |
| 53   | Gerd Amrhein                    | Germania      | 00:00:00 | 00:00:00 | 00:00:00 | 01:59:48 |
| 54   | Ian Edmond                      | Nuova Zelanda | 00:00:00 | 00:00:00 | 00:00:00 | 01:59:54 |
| 55   | Taro Shirato                    | Giappone      | 00:00:00 | 00:00:00 | 00:00:00 | 01:59:57 |
| 56   | Brett Marshall                  | Nuova Zelanda | 00:00:00 | 00:00:00 | 00:00:00 | 01:59:59 |
| 57   | Serguey Yakushev                | Russia        | 00:00:00 | 00:00:00 | 00:00:00 | 02:00:05 |
| 58   | Jean Louis Moreau               | Francia       | 00:00:00 | 00:00:00 | 00:00:00 | 02:00:33 |
| 59   | Richard Hobson                  | Regno Unito   | 00:00:00 | 00:00:00 | 00:00:00 | 02:00:34 |
| 60   | Toshi Nakayama                  | Giappone      | 00:00:00 | 00:00:00 | 00:00:00 | 02:00:35 |
| 61   | Nick Marijnissen                | Paesi Bassi   | 00:00:00 | 00:00:00 | 00:00:00 | 02:00:37 |
| 62   | Evgeni Naumov Stavrev           | Bulgaria      | 00:00:00 | 00:00:00 | 00:00:00 | 02:00:39 |
| 63   | Roy Hinnen                      | Svizzera      | 00:00:00 | 00:00:00 | 00:00:00 | 02:00:53 |
| 64   | Michel Bogli                    | Brasile       | 00:00:00 | 00:00:00 | 00:00:00 | 02:00:55 |
| 65   | Bjorn Gustafsson                | Germania      | 00:00:00 | 00:00:00 | 00:00:00 | 02:01:06 |
| 66   | Andrea Bruno Lombardozzi        | Italia        | 00:00:00 | 00:00:00 | 00:00:00 | 02:02:07 |
| 67   | Francesc Godoy Mulet            | Spagna        | 00:00:00 | 00:00:00 | 00:00:00 | 02:02:34 |
| 68   | Hideya Miyazuka                 | Giappone      | 00:00:00 | 00:00:00 | 00:00:00 | 02:02:35 |
| 69   | Pasi Salonen                    | Svezia        | 00:00:00 | 00:00:00 | 00:00:00 | 02:02:44 |
| 70   | Pablo Restrepo                  | Colombia      | 00:00:00 | 00:00:00 | 00:00:00 | 02:02:59 |
| 71   | Glenn Cook                      | Regno Unito   | 00:00:00 | 00:00:00 | 00:00:00 | 02:02:59 |
| 72   | Noel Munnis                     | Irlanda       | 00:00:00 | 00:00:00 | 00:00:00 | 02:04:11 |
| 73   | Gerald Will                     | Austria       | 00:00:00 | 00:00:00 | 00:00:00 | 02:04:13 |
| 74   | Paul Granger                    | Canada        | 00:00:00 | 00:00:00 | 00:00:00 | 02:04:16 |
| 75   | Alex Estrada                    | Colombia      | 00:00:00 | 00:00:00 | 00:00:00 | 02:04:17 |
| 76   | Julian Jenkinson                | Regno Unito   | 00:00:00 | 00:00:00 | 00:00:00 | 02:04:20 |

### Élite donne
| Pos. | Nome                         | Paese         | Nuoto    | Bici     | Corsa    | Totale   |
| ---- | ---------------------------- | ------------- | -------- | -------- | -------- | -------- |
|      | Karen Smyers                 | Stati Uniti   | 00:22:03 | 01:02:27 | 00:36:37 | 02:03:32 |
|      | Carol Montgomery             | Canada        | 00:22:01 | 01:02:32 | 00:36:36 | 02:03:46 |
|      | Joy Hansen                   | Stati Uniti   | 00:21:55 | 01:02:46 | 00:36:42 | 02:03:49 |
| 4    | Erin Baker                   | Nuova Zelanda | 00:21:58 | 01:01:33 | 00:38:37 | 02:04:30 |
| 5    | Colleen Cannon               | Stati Uniti   | 00:21:59 | 01:02:34 | 00:39:04 | 02:05:59 |
| 6    | Laurie Samuelson             | Stati Uniti   | 00:21:50 | 01:02:46 | 00:39:17 | 02:06:26 |
| 7    | Katie Webb                   | Stati Uniti   | 00:22:05 | 01:02:36 | 00:40:33 | 02:07:48 |
| 8    | Terri Smith                  | Canada        | 00:23:04 | 01:03:27 | 00:39:09 | 02:08:16 |
| 9    | Liz Hepple                   | Australia     | 00:22:48 | 01:03:45 | 00:39:40 | 02:08:47 |
| 10   | Kendall Morrison             | Canada        | 00:24:49 | 01:02:28 | 00:39:37 | 02:09:14 |
| 11   | Thea Sijbesma                | Paesi Bassi   | 00:22:15 | 01:04:12 | 00:40:16 | 02:09:19 |
| 12   | Joanne Ritchie               | Canada        | 00:00:00 | 00:00:00 | 00:00:00 | 02:09:34 |
| 13   | Michellie Jones              | Australia     | 00:00:00 | 00:00:00 | 00:00:00 | 02:10:04 |
| 14   | Simone Mortier               | Germania      | 00:23:07 | 01:03:21 | 00:41:35 | 02:10:34 |
| 15   | Sylvie Muguet                | Francia       | 00:22:02 | 01:04:33 | 00:41:58 | 02:11:11 |
| 16   | Mandy Dean                   | Germania      | 00:21:36 | 01:04:48 | 00:42:13 | 02:11:30 |
| 17   | Erin Christie                | Nuova Zelanda | 00:00:00 | 00:00:00 | 00:00:00 | 02:11:54 |
| 18   | Sue Schlatter                | Canada        | 00:00:00 | 00:00:00 | 00:00:00 | 02:12:08 |
| 19   | Ute Schaefer                 | Germania      | 00:24:43 | 01:04:02 | 00:41:33 | 02:12:44 |
| 20   | Isabelle Mouthon-Michellys   | Francia       | 00:22:46 | 01:03:41 | 00:43:47 | 02:12:53 |
| 21   | Jeannine De Ruysscher        | Belgio        | 00:22:37 | 01:03:40 | 00:43:27 | 02:13:17 |
| 22   | Bianca Van Woesik            | Australia     | 00:00:00 | 00:00:00 | 00:00:00 | 02:13:32 |
| 23   | Sue Turner                   | Australia     | 00:00:00 | 00:00:00 | 00:00:00 | 02:14:00 |
| 24   | Marie-Josee Cossette         | Canada        | 00:00:00 | 00:00:00 | 00:00:00 | 02:14:30 |
| 25   | Anne Marie Rouchon           | Francia       | 00:00:00 | 00:00:00 | 00:00:00 | 02:15:09 |
| 26   | Fernanda Keller              | Brasile       | 00:00:00 | 00:00:00 | 00:00:00 | 02:15:23 |
| 27   | Sophie Delemer               | Francia       | 00:00:00 | 00:00:00 | 00:00:00 | 02:15:31 |
| 28   | Sarah Springman              | Regno Unito   | 00:00:00 | 00:00:00 | 00:00:00 | 02:15:45 |
| 29   | Loretta Garrett              | Australia     | 00:00:00 | 00:00:00 | 00:00:00 | 02:15:58 |
| 30   | Katinka Wiltenburg           | Paesi Bassi   | 00:00:00 | 00:00:00 | 00:00:00 | 02:16:42 |
| 31   | Mirella Gandellini           | Italia        | 00:00:00 | 00:00:00 | 00:00:00 | 02:16:50 |
| 32   | Alison Hamilton              | Irlanda       | 00:00:00 | 00:00:00 | 00:00:00 | 02:16:53 |
| 33   | Sue Prebble                  | Nuova Zelanda | 00:00:00 | 00:00:00 | 00:00:00 | 02:17:19 |
| 34   | Sally Ikin                   | Regno Unito   | 00:00:00 | 00:00:00 | 00:00:00 | 02:17:35 |
| 35   | Vicki Lescombe               | Regno Unito   | 00:00:00 | 00:00:00 | 00:00:00 | 02:18:06 |
| 36   | Catherine Dunn               | Nuova Zelanda | 00:00:00 | 00:00:00 | 00:00:00 | 02:18:36 |
| 37   | Melisa Watson                | Regno Unito   | 00:00:00 | 00:00:00 | 00:00:00 | 02:19:03 |
| 38   | Claudia Beristain-Rivera     | Messico       | 00:00:00 | 00:00:00 | 00:00:00 | 02:19:23 |
| 39   | Deanna Blegg                 | Australia     | 00:00:00 | 00:00:00 | 00:00:00 | 02:21:22 |
| 40   | Carol Billington             | Regno Unito   | 00:00:00 | 00:00:00 | 00:00:00 | 02:21:37 |
| 41   | Kiyoko Takahashi             | Giappone      | 00:00:00 | 00:00:00 | 00:00:00 | 02:22:22 |
| 42   | Isabel Dumall                | Spagna        | 00:00:00 | 00:00:00 | 00:00:00 | 02:23:22 |
| 43   | Tomoko Takeuchi              | Giappone      | 00:00:00 | 00:00:00 | 00:00:00 | 02:23:29 |
| 44   | Anke Otto                    | Germania      | 00:00:00 | 00:00:00 | 00:00:00 | 02:24:24 |
| 45   | Miriam Gaglianone            | Brasile       | 00:00:00 | 00:00:00 | 00:00:00 | 02:24:51 |
| 46   | Mary Mowbray                 | Bermuda       | 00:00:00 | 00:00:00 | 00:00:00 | 02:25:20 |
| 47   | Carmen Ochoa                 | Messico       | 00:00:00 | 00:00:00 | 00:00:00 | 02:25:22 |
| 48   | Corazon Huerta               | Messico       | 00:00:00 | 00:00:00 | 00:00:00 | 02:25:24 |
| 49   | Leila Lynt                   | Russia        | 00:00:00 | 00:00:00 | 00:00:00 | 02:25:42 |
| 50   | Silvia Cranston              | Regno Unito   | 00:00:00 | 00:00:00 | 00:00:00 | 02:25:50 |
| 51   | Liane Bereta                 | Brasile       | 00:00:00 | 00:00:00 | 00:00:00 | 02:25:54 |
| 52   | Silvia Gonzalez Pinto        | Messico       | 00:00:00 | 00:00:00 | 00:00:00 | 02:26:25 |
| 53   | Annie Thoren                 | Svezia        | 00:00:00 | 00:00:00 | 00:00:00 | 02:27:02 |
| 54   | Julia Hawley                 | Bermuda       | 00:00:00 | 00:00:00 | 00:00:00 | 02:27:08 |
| 55   | Katarina Andersson           | Svezia        | 00:00:00 | 00:00:00 | 00:00:00 | 02:27:29 |
| 56   | Norik Katsumata              | Giappone      | 00:00:00 | 00:00:00 | 00:00:00 | 02:28:16 |
| 57   | Elina Urbano                 | Argentina     | 00:00:00 | 00:00:00 | 00:00:00 | 02:28:30 |
| 58   | Anna Frithioff               | Svezia        | 00:00:00 | 00:00:00 | 00:00:00 | 02:29:44 |
| 59   | Dina Bilbao                  | Spagna        | 00:00:00 | 00:00:00 | 00:00:00 | 02:30:16 |
| 60   | Gloria Soto-Aguilar          | Colombia      | 00:00:00 | 00:00:00 | 00:00:00 | 02:33:13 |
| 61   | Ryouko Imai                  | Giappone      | 00:00:00 | 00:00:00 | 00:00:00 | 02:33:19 |
| 62   | Maria Luisa Martinez Alvarez | Messico       | 00:00:00 | 00:00:00 | 00:00:00 | 02:33:26 |
| 63   | Pam Mckechnie                | Bermuda       | 00:00:00 | 00:00:00 | 00:00:00 | 02:38:30 |
| 64   | Gabriela Chávez              | Messico       | 00:00:00 | 00:00:00 | 00:00:00 | 02:39:02 |
| 65   | Linda Dillon                 | Bermuda       | 00:00:00 | 00:00:00 | 00:00:00 | 02:39:24 |
| 66   | Graciela Guzman              | Colombia      | 00:00:00 | 00:00:00 | 00:00:00 | 02:39:38 |
| 67   | Celia Santos                 | Brasile       | 00:00:00 | 00:00:00 | 00:00:00 | 02:40:33 |
| 68   | Claire Sousa                 | Bermuda       | 00:00:00 | 00:00:00 | 00:00:00 | 02:44:30 |
| 69   | Gina Polint                  | Costa Rica    | 00:00:00 | 00:00:00 | 00:00:00 | 02:46:37 |
| 70   | Maria Carmenza Morales       | Colombia      | 00:00:00 | 00:00:00 | 00:00:00 | 02:47:50 |
| 71   | Margaret Stevens             | Costa Rica    | 00:00:00 | 00:00:00 | 00:00:00 | 02:47:55 |
| 72   | Joselia Brito                | Brasile       | 00:00:00 | 00:00:00 | 00:00:00 | 02:49:48 |
| 73   | Isabel Trujillo              | Colombia      | 00:00:00 | 00:00:00 | 00:00:00 | 02:51:07 |
| 74   | Dawn Robinson                | Bermuda       | 00:00:00 | 00:00:00 | 00:00:00 | 02:52:35 |
| 75   | Monica Vasquez               | Colombia      | 00:00:00 | 00:00:00 | 00:00:00 | 02:58:22 |
| 76   | Monica Pinheiro              | Brasile       | 00:00:00 | 00:00:00 | 00:00:00 | 02:59:47 |
| 77   | Pili Baeza                   | Costa Rica    | 00:00:00 | 00:00:00 | 00:00:00 | 03:00:12 |
| 78   | Irene Salazar                | Costa Rica    | 00:00:00 | 00:00:00 | 00:00:00 | 03:17:20 |
| 79   | Alejandra Marquez            | Costa Rica    | 00:00:00 | 00:00:00 | 00:00:00 | 03:21:27 |
| 80   | Gabriela Nieto               | Costa Rica    | 00:00:00 | 00:00:00 | 00:00:00 | 03:59:29 |

### Junior uomini
| Pos. | Atleta                  | Paese            | Nuoto    | Bici     | Corsa    | Totale   |
| ---- | ----------------------- | ---------------- | -------- | -------- | -------- | -------- |
|      | Thomas Leutenegger      | Svizzera         | 00:21:24 | 00:57:02 | 00:36:44 | 01:57:40 |
|      | Lachlain Vollmerhause   | Canada           | 00:19:20 | 01:00:06 | 00:36:31 | 01:58:46 |
|      | Stephane Poulat         | Francia          | 00:20:08 | 00:59:19 | 00:36:44 | 01:59:01 |
| 4    | Dave Pier               | Stati Uniti      | 00:21:03 | 00:57:57 | 00:38:05 | 01:59:42 |
| 5    | Andrea Mcmartin         | Canada           | 00:21:00 | 00:58:53 | 00:37:34 | 01:59:50 |
| 6    | Jason Harper            | Australia        | 00:19:42 | 00:59:55 | 00:38:05 | 02:00:16 |
| 7    | Lothar Leder            | Germania         | 00:21:47 | 01:00:04 | 00:37:09 | 02:01:06 |
| 8    | Spencer Smith           | Regno Unito      | 00:19:36 | 01:01:03 | 00:38:07 | 02:01:30 |
| 9    | Eamon Nunn              | Australia        | 00:19:34 | 01:00:11 | 00:38:57 | 02:01:39 |
| 10   | Samuel Blattman         | Svizzera         | 00:22:13 | 00:59:56 | 00:37:55 | 02:02:21 |
| 11   | Frank Stifft            | Germania         | 00:21:04 | 00:58:28 | 00:40:18 | 02:02:32 |
| 12   | Marcus Ornellas         | Brasile          | 00:21:10 | 00:58:20 | 00:40:31 | 02:02:38 |
| 13   | Julian Bunn             | Regno Unito      | 00:19:57 | 01:01:25 | 00:38:25 | 02:02:42 |
| 14   | Matthew Bellfield       | Regno Unito      | 00:21:14 | 01:00:12 | 00:40:41 | 02:04:42 |
| 15   | Oscar Galindez          | Argentina        | 00:24:04 | 00:59:21 | 00:38:49 | 02:04:49 |
| 16   | Scott Donaldson         | Nuova Zelanda    | 00:22:36 | 01:01:51 | 00:38:24 | 02:05:16 |
| 17   | Martin Rydlo            | Canada           | 00:20:42 | 01:00:49 | 00:41:02 | 02:05:20 |
| 18   | Erik Myllmiaki          | Canada           | 00:19:39 | 01:03:31 | 00:39:44 | 02:05:35 |
| 19   | Normann Stadler         | Germania         | 00:23:30 | 00:59:27 | 00:39:31 | 02:05:42 |
| 20   | Henrik Nöbbelin         | Svezia           | 00:21:21 | 01:01:34 | 00:40:07 | 02:05:47 |
| 21   | Ben Bright              | Nuova Zelanda    | 00:19:19 | 01:00:38 | 00:43:13 | 02:05:55 |
| 22   | Mike Vine               | Canada           | 00:21:13 | 01:01:30 | 00:40:07 | 02:06:36 |
| 23   | Reinaldo Garcia         | Venezuela        | 00:21:11 | 01:00:16 | 00:42:24 | 02:07:25 |
| 24   | Sebastien Fabre         | Francia          | 00:21:28 | 01:01:27 | 00:41:01 | 02:07:29 |
| 25   | Mark Edmonds            | Regno Unito      | 00:21:07 | 01:00:24 | 00:43:13 | 02:07:41 |
| 26   | Juan Carlos Luja        | Messico          | 00:20:43 | 01:03:43 | 00:40:36 | 02:08:05 |
| 27   | Cameron Brown           | Nuova Zelanda    | 00:20:25 | 00:59:36 | 00:45:26 | 02:08:10 |
| 28   | Juan Manuel Velasco     | Colombia         | 00:23:15 | 01:01:56 | 00:39:50 | 02:08:19 |
| 29   | Andre Fault             | Svezia           | 00:21:29 | 01:02:37 | 00:41:09 | 02:09:12 |
| 30   | Andrew Taylor           | Canada           | 00:22:25 | 01:04:28 | 00:39:05 | 02:09:20 |
| 31   | Chris Wynn              | Stati Uniti      | 00:21:44 | 01:02:36 | 00:42:20 | 02:09:27 |
| 32   | Christoph Mauch         | Svizzera         | 00:22:38 | 01:00:50 | 00:43:24 | 02:11:10 |
| 33   | Danny Ashley            | Regno Unito      | 00:22:41 | 01:03:23 | 00:41:55 | 02:11:24 |
| 34   | Alexandre Adler         | Brasile          | 00:22:33 | 01:01:34 | 00:44:16 | 02:11:28 |
| 35   | Jorge Baliudano         | Costa Rica       | 00:21:47 | 01:05:01 | 00:41:37 | 02:11:40 |
| 36   | Kevin Csabi             | Canada           | 00:19:55 | 01:03:13 | 00:45:34 | 02:11:42 |
| 37   | Marcelo Araujo          | Brasile          | 00:24:10 | 01:03:28 | 00:41:29 | 02:11:58 |
| 38   | Isac Marquez            | Messico          | 00:21:33 | 01:02:59 | 00:44:44 | 02:12:11 |
| 39   | Brendon Downey          | Nuova Zelanda    | 00:21:07 | 01:00:32 | 00:47:58 | 02:12:15 |
| 40   | Mike Swan               | Stati Uniti      | 00:22:22 | 01:01:17 | 00:44:58 | 02:12:44 |
| 41   | Zeke Garrod             | Nuova Zelanda    | 00:23:06 | 01:01:09 | 00:45:42 | 02:12:56 |
| 42   | Luis Enrique Vasques    | Porto Rico       | 00:22:14 | 01:04:46 | 00:03:08 | 02:13:12 |
| 43   | T. J. Fry               | Stati Uniti      | 00:19:28 | 01:05:55 | 00:44:47 | 02:13:38 |
| 44   | Rodrigo Mundin          | Brasile          | 00:23:14 | 01:04:22 | 00:42:57 | 02:14:04 |
| 45   | Oliver Presser          | Germania         | 00:22:41 | 01:04:43 | 00:44:08 | 02:14:20 |
| 46   | Ricardo Mena            | Colombia         | 00:19:21 | 01:05:51 | 00:45:56 | 02:15:06 |
| 47   | Vladimir Honic          | Messico          | 00:20:06 | 01:05:22 | 00:46:13 | 02:15:12 |
| 48   | Mario Hernandez         | Guatemala        | 00:21:09 | 01:05:04 | 00:44:49 | 02:15:33 |
| 49   | Jorge Rodriguez Sanchez | Costa Rica       | 00:24:33 | 01:06:39 | 00:41:09 | 02:15:42 |
| 50   | Ronan Eduardo Pavoni    | Argentina        | 00:24:06 | 01:05:27 | 00:43:04 | 02:15:59 |
| 51   | Jeff Daniels            | Stati Uniti      | 00:21:05 | 01:08:56 | 00:42:48 | 02:16:52 |
| 52   | Enrique Quevedo Huerta  | Messico          | 00:19:41 | 01:04:50 | 00:49:45 | 02:16:53 |
| 53   | Fran Pentino            | Stati Uniti      | 00:20:59 | 01:07:16 | 00:46:03 | 02:16:54 |
| 54   | Antonio Mansbur         | Brasile          | 00:22:22 | 01:08:16 | 00:41:40 | 02:17:39 |
| 55   | Sebastian Rios          | Cile             | 00:22:46 | 01:03:43 | 00:41:44 | 02:17:53 |
| 56   | Gabriel Sternberg       | Venezuela        | 00:24:16 | 01:08:47 | 00:55:15 | 02:17:57 |
| 57   | David Smith             | Canada           | 00:19:24 | 01:02:47 | 00:43:27 | 02:20:18 |
| 58   | Roberto Cordero         | Costa Rica       | 00:25:39 | 01:08:04 | 00:43:15 | 02:20:39 |
| 59   | Rodolfo Carrillo        | Guatemala        | 00:24:23 | 01:09:56 | 00:45:04 | 02:20:51 |
| 60   | Nigel Wynter            | Giamaica         | 00:24:26 | 01:08:09 | 00:47:55 | 02:21:00 |
| 61   | Stuart Coulson          | Regno Unito      | 00:23:10 | 01:07:45 | 00:47:00 | 02:21:30 |
| 62   | Steven Doyling          | Bermuda          | 00:25:49 | 01:05:26 | 00:00:45 | 02:21:40 |
| 63   | Luke Brattan            | Australia        | 00:20:44 | 01:01:19 | 00:52:03 | 02:22:03 |
| 64   | Shinya Hanaoka          | Giappone         | 00:23:13 | 01:10:28 | 00:45:20 | 02:24:18 |
| 65   | Daniel Pinto            | Brasile          | 00:27:24 | 01:09:27 | 00:45:27 | 02:24:19 |
| 66   | Jose Kelly              | Venezuela        | 00:23:01 | 01:07:38 | 00:55:32 | 02:26:31 |
| 67   | Aldo De Leon            | Guatemala        | 00:24:20 | 01:15:35 | 00:51:22 | 02:28:48 |
| 68   | Alejandro Nietzen       | Costa Rica       | 00:28:48 | 01:12:12 | 00:41:30 | 02:30:44 |
| 69   | Oscar Chaustre          | Venezuela        | 00:21:10 | 01:11:40 | 00:45:41 | 02:31:47 |
| 70   | Bernal Allen            | Costa Rica       | 00:25:14 | 01:08:36 | 00:56:44 | 02:31:51 |
| 71   | Guillermo Gomez         | Messico          | 00:22:25 | 01:08:57 | 00:51:48 | 02:32:32 |
| 72   | Crister Hydcag          | Finlandia        | 00:30:51 | 01:10:54 | 00:51:29 | 02:33:26 |
| 73   | Alessandro Crispiso     | Colombia         | 00:26:45 | 01:09:23 | 00:55:00 | 02:36:03 |
| 74   | Santiago Wolff          | Uruguay          | 00:31:48 | 01:16:26 | 00:54:23 | 02:36:41 |
| 75   | Luis Ortiz              | Costa Rica       | 00:29:14 | 01:10:08 | 01:03:17 | 02:36:48 |
| 76   | Hernan Galante          | Argentina        | 00:31:42 | 01:15:33 | 00:56:57 | 02:40:04 |
| 77   | Ivan Walterob           | Colombia         | 00:26:49 | 01:14:40 | 01:07:35 | 02:41:27 |
| 78   | Juan Pineda             | Colombia         | 00:27:19 | 01:18:53 | 00:57:52 | 02:43:20 |
| 79   | Hugo Leon Morales       | Guatemala        | 00:26:43 | 01:20:40 | 00:55:00 | 02:44:28 |
| 80   | Peter Gibbs             | Barbados         | 00:32:01 | 01:01:10 | 00:56:17 | 02:52:33 |
| 81   | Fernando Luis Moschetti | Argentina        | 00:35:00 | 01:20:39 | 01:03:17 | 02:52:50 |
| 82   | Adam Kirby              | Antille Olandesi | 00:21:08 | 01:17:33 | 00:56:07 | 02:56:15 |

### Junior donne
| Pos. | Atleta                  | Paese         | Nuoto    | Bici     | Corsa    | Totale   |
| ---- | ----------------------- | ------------- | -------- | -------- | -------- | -------- |
|      | Sonja Krolik            | Germania      | 00:24:01 | 01:05:06 | 00:40:03 | 02:11:32 |
|      | Natalya Orchard         | Australia     | 00:23:18 | 01:05:56 | 00:42:06 | 02:13:58 |
|      | Alexandra Stewart       | Nuova Zelanda | 00:24:30 | 01:06:58 | 00:41:16 | 02:15:14 |
| 4    | Sonya Rose              | Australia     | 00:21:21 | 01:06:13 | 00:46:38 | 02:17:02 |
| 5    | Kristen Dyck            | Canada        | 00:27:06 | 01:04:17 | 00:43:51 | 02:18:05 |
| 6    | Jackie Hallam           | Australia     | 00:21:42 | 01:09:42 | 00:44:27 | 02:18:48 |
| 7    | Colette Gunn            | Australia     | 00:20:01 | 01:05:35 | 00:50:29 | 02:18:58 |
| 8    | Jutta Schulze           | Germania      | 00:22:48 | 01:09:56 | 00:44:41 | 02:20:12 |
| 9    | Mari Holden             | Stati Uniti   | 00:22:49 | 01:04:17 | 00:50:17 | 02:20:45 |
| 10   | Katherine Sodek         | Canada        | 00:23:33 | 01:08:45 | 00:44:18 | 02:21:26 |
| 11   | Rachel Brinn            | Giamaica      | 00:19:37 | 01:07:49 | 00:50:47 | 02:21:41 |
| 12   | Katariina Ebeling       | Finlandia     | 00:26:43 | 01:06:48 | 00:46:09 | 02:22:40 |
| 13   | Amy Hollingsworth       | Stati Uniti   | 00:23:14 | 01:08:06 | 00:48:30 | 02:23:05 |
| 14   | Isabelle Turcotte-Baird | Canada        | 00:22:27 | 01:16:10 | 00:42:12 | 02:23:56 |
| 15   | Vanessa Trent           | Nuova Zelanda | 00:25:29 | 01:10:45 | 00:45:24 | 02:24:47 |
| 16   | Flavia Beretta          | Brasile       | 00:24:07 | 01:12:25 | 00:45:29 | 02:25:01 |
| 17   | Sandra Manser           | Regno Unito   | 00:26:58 | 01:12:29 | 00:44:57 | 02:27:08 |
| 18   | Natasha Brown           | Australia     | 00:24:22 | 01:12:40 | 00:48:08 | 02:28:21 |
| 19   | Julie Senecal           | Canada        | 00:27:09 | 01:13:27 | 00:45:40 | 02:29:03 |
| 20   | Bianca Souto Maior      | Paesi Bassi   | 00:26:34 | 01:14:29 | 00:45:10 | 02:29:08 |
| 21   | Kimberly Lewis          | Stati Uniti   | 00:21:40 | 01:11:06 | 00:53:42 | 02:29:27 |
| 22   | Laura Hill              | Canada        | 00:22:06 | 01:11:46 | 00:52:24 | 02:29:47 |
| 23   | Regina Cox              | Stati Uniti   | 00:26:19 | 01:15:11 | 00:46:29 | 02:31:12 |
| 24   | Joanna Forbes           | Nuova Zelanda | 00:26:21 | 01:11:04 | 00:51:55 | 02:32:38 |
| 25   | Erin Woodward           | Canada        | 00:23:36 | 01:14:21 | 00:51:19 | 02:32:47 |
| 26   | Alexandra Laws          | Australia     | 00:21:16 | 01:10:10 | 00:58:44 | 02:32:55 |
| 27   | Lorna Cooper            | Regno Unito   | 00:23:17 | 01:15:13 | 00:52:27 | 02:34:12 |
| 28   | Kris Nelson             | Stati Uniti   | 00:37:35 | 01:09:02 | 00:45:03 | 02:35:29 |
| 29   | Michelle Barnes         | Regno Unito   | 00:24:00 | 01:16:23 | 00:52:23 | 02:35:41 |
| 30   | Casandra Mack           | Stati Uniti   | 00:24:13 | 01:15:29 | 00:55:40 | 02:38:33 |
| 31   | Olga Quevedo            | Colombia      | 00:24:02 | 01:19:06 | 00:53:51 | 02:40:59 |
| 32   | Silvia Cardoso          | Brasile       | 00:24:04 | 01:12:14 | 01:01:40 | 02:41:07 |
| 33   | Claire Logan            | Regno Unito   | 00:28:28 | 01:13:47 | 00:58:18 | 02:43:40 |
| 34   | Adriana Montenegro      | Brasile       | 00:35:18 | 01:18:33 | 00:53:43 | 02:51:48 |
| 35   | Gabriella De Fazio      | Brasile       | 00:31:20 | 01:20:43 | 00:57:31 | 02:53:37 |
| 36   | Silvia Magalhaes Lopes  | Brasile       | 00:31:55 | 01:19:43 | 01:01:17 | 02:56:54 |
| 37   | Claudia Marcela Forero  | Colombia      | 00:24:06 | 01:31:34 | 00:58:04 | 02:58:13 |
| 38   | Helen Scott             | Regno Unito   | 00:28:34 | 01:16:02 | 01:10:42 | 02:59:46 |
| 39   | Marina Arencibia        | Venezuela     | 00:28:34 | 01:26:58 | 01:06:17 | 03:05:50 |
| 40   | Tercia Figueiredo       | Brasile       | 00:24:01 | 01:26:44 | 01:11:26 | 03:06:17 |